# Schöllenenbahn
|                                                         |      | SBB von Erstfeld                                 |                                             |
| Kopfbahnhof Streckenanfang                              | 0,00 | Göschenen MGB / SBB                              | 1106 m ü. M.                                |
|                                                         | 0,26 | Beginn Zahnstange / SBB nach Airolo              | Beginn Zahnstange / SBB nach Airolo         |
| Brücke über Wasserlauf                                  |      | Reuss (100 m)                                    | Reuss (100 m)                               |
| Abzweig geradeaus und ehemals von links                 |      | ehem. Güterumladeanlage SBB / MGB                | ehem. Güterumladeanlage SBB / MGB           |
| Tunnel                                                  |      | Färschen Gotthardstr. (51 m)                     | Färschen Gotthardstr. (51 m)                |
| Brücke über Wasserlauf                                  |      | Mätteli (62 m)                                   | Mätteli (62 m)                              |
| Tunnelanfang                                            |      | Steinli (79 m)                                   | Steinli (79 m)                              |
| Dienststation / Betriebs- oder Güterbahnhof (im Tunnel) | 1,27 | Steinlekehr                                      | 1215 m ü. M.                                |
| Strecke (im Tunnel)                                     |      | Spränggi (124 m)                                 | Spränggi (124 m)                            |
| Strecke (im Tunnel)                                     |      | Jostbach (416 m)                                 | Jostbach (416 m)                            |
| Tunnelende                                              |      | Brüggwald (342 m)                                | Brüggwald (342 m)                           |
| Brücke                                                  |      | Steinbrücke (Lehnenbrücke) (43 m)                | Steinbrücke (Lehnenbrücke) (43 m)           |
| Brücke über Wasserlauf                                  |      | Teufelsbrücke (56 m)                             | Teufelsbrücke (56 m)                        |
|                                                         |      |                                                  |                                             |
|                                                         | 2,77 | Galerie Nasse Kehle (253 m) Ende Zahnstange      | Galerie Nasse Kehle (253 m) Ende Zahnstange |
|                                                         |      |                                                  |                                             |
| Abzweig geradeaus und von links                         |      | von Disentis/Mustér                              | von Disentis/Mustér                         |
|                                                         |      |                                                  |                                             |
| Bahnhof                                                 | 3,77 | Andermatt Anschluss Gütsch-Express nach Nätschen | 1436 m ü. M.                                |
|                                                         |      |                                                  |                                             |
| Strecke                                                 |      | nach Brig                                        | nach Brig                                   |
|                                                         |      |                                                  |                                             |
| Quellen:                                                |      |                                                  |                                             |

|                         |  |  |  |
| 1. 2. 3. 4. 5. 6. 7. 8. |  |  |  |

Die Schöllenenbahn ist eine einspurige Zahnradbahn im Schweizer Kanton Uri. Sie verbindet Göschenen mit Andermatt und durchquert die Schöllenenschlucht der Reuss. Sie weist eine Maximalsteigung von 179 Promille auf. Die Strecke wurde zwischen 1913 und 1917 durch die Schöllenenbahn AG (SchB) erstellt, welche am 17. Juni 1904 von der Bundesversammlung die Konzession für den Bau und Betrieb einer Eisenbahnlinie erhalten hatte. Diese fusionierte am 31. Dezember 1960 mit der Furka-Oberalp-Bahn, kurz FO, welche wiederum am 1. Januar 2003 mit der Brig-Visp-Zermatt-Bahn, kurz BVZ, zur Matterhorn-Gotthard-Bahn, kurz MGB, fusionierte. Heute befördert die Schöllenenbahn im Jahr zirka 400'000 Reisende. Sie hatte in der Vergangenheit auch eine grosse militärische Bedeutung, weil sie die Festungsanlagen des Réduit im Gotthardmassiv versorgte. Die Strecke hat eine Gesamtlänge von 3770 Metern, davon sind 2509 Meter mit einer Zahnstange ausgerüstet. 1022 Meter befinden sich in Tunneln und 1110 Meter in Galerien. Auch besitzt sie mehrere Brücken mit einer Gesamtlänge von 260 Metern. Die Bahn fährt durch fünf Tunnel und fünf Galerien. Vier Mal fährt die meterspurige Schmalspurbahn über eine Brücke.

## Geschichte

Aktie der Schöllenenbahn vom 24. Juni 1912, Gründerstück

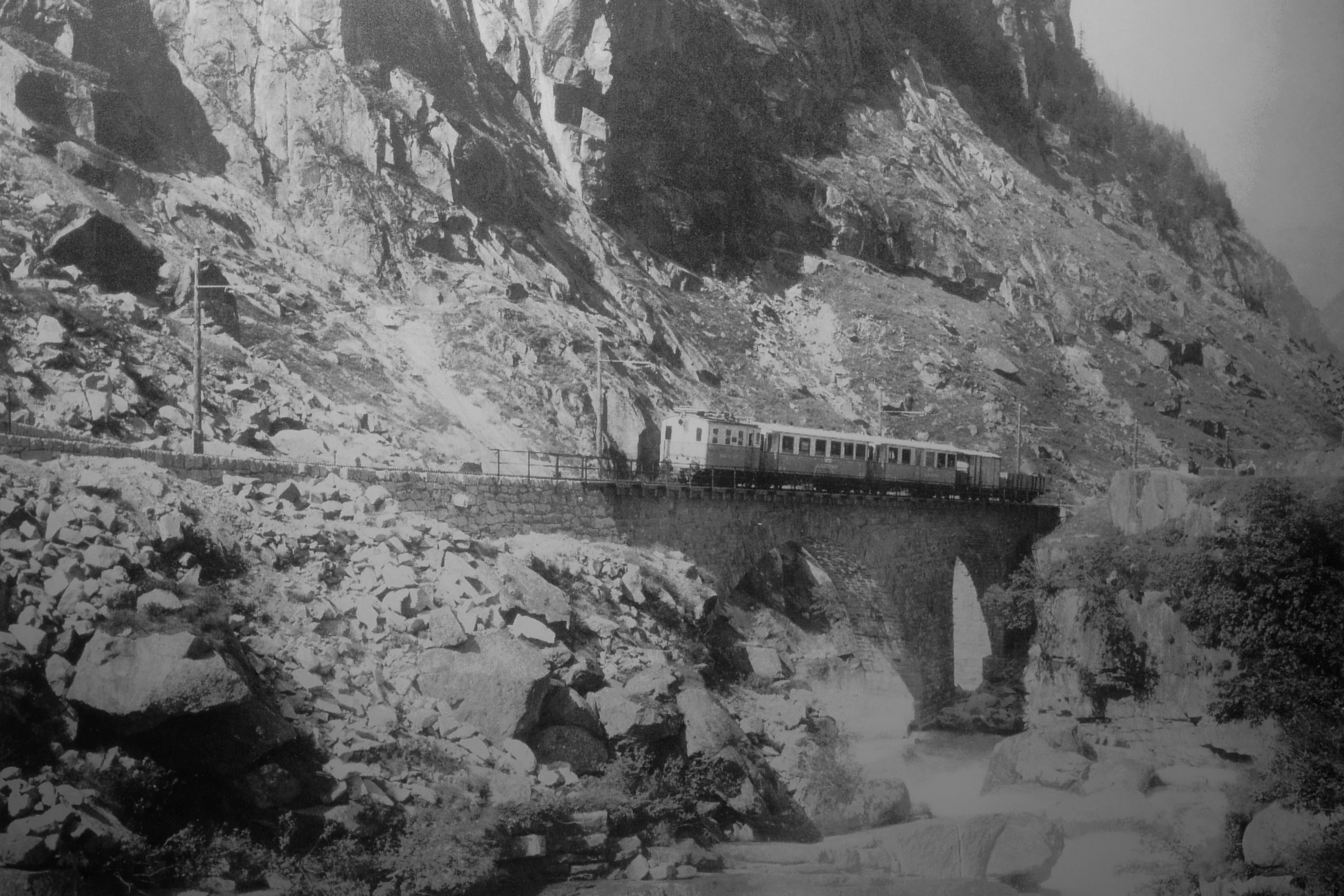
Zug der Schöllenenbahn auf der zweiten Reussbrücke, ca. 1920

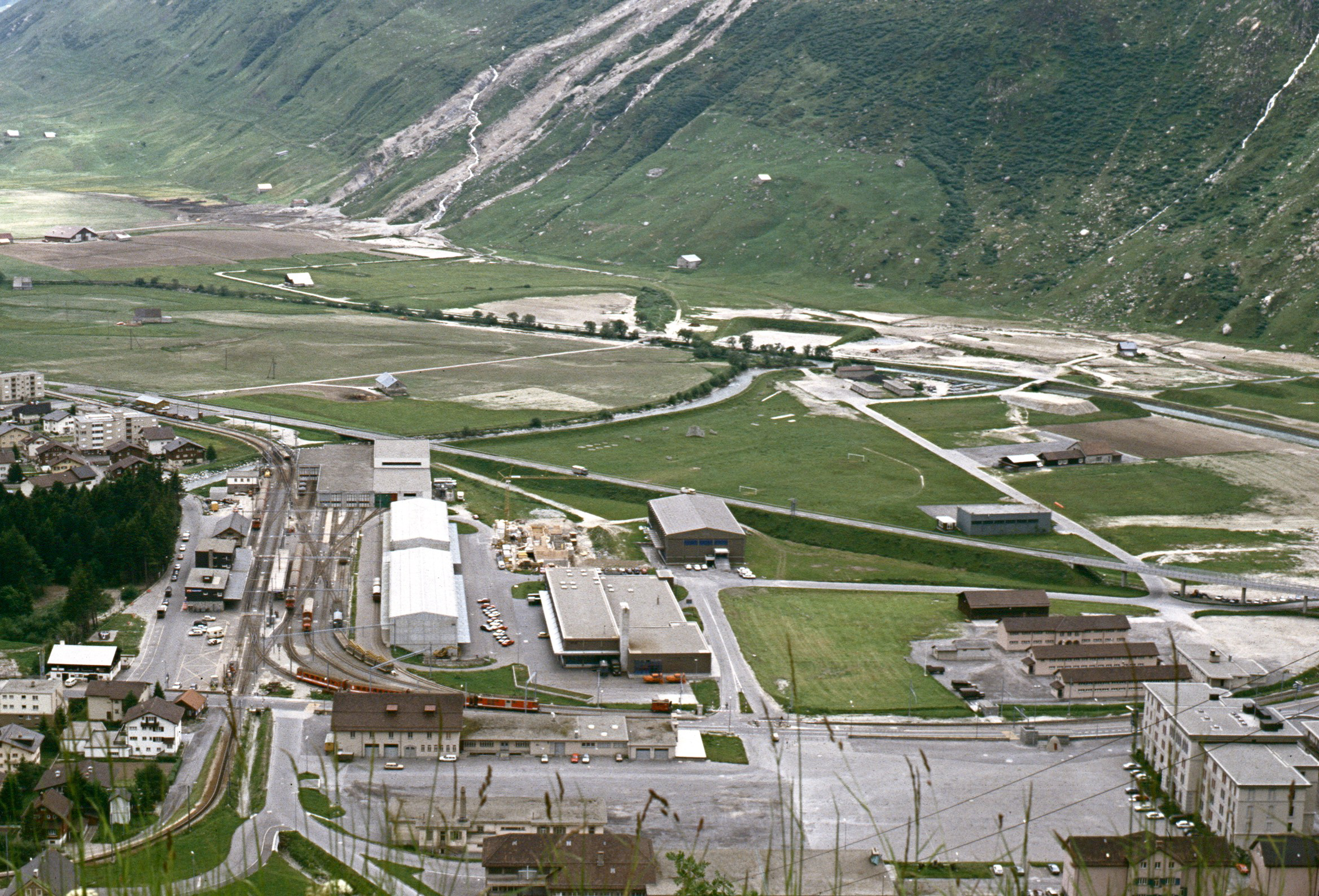
Bahnhof Andermatt, nach rechts das Gleis der Schöllenenbahn, 1988

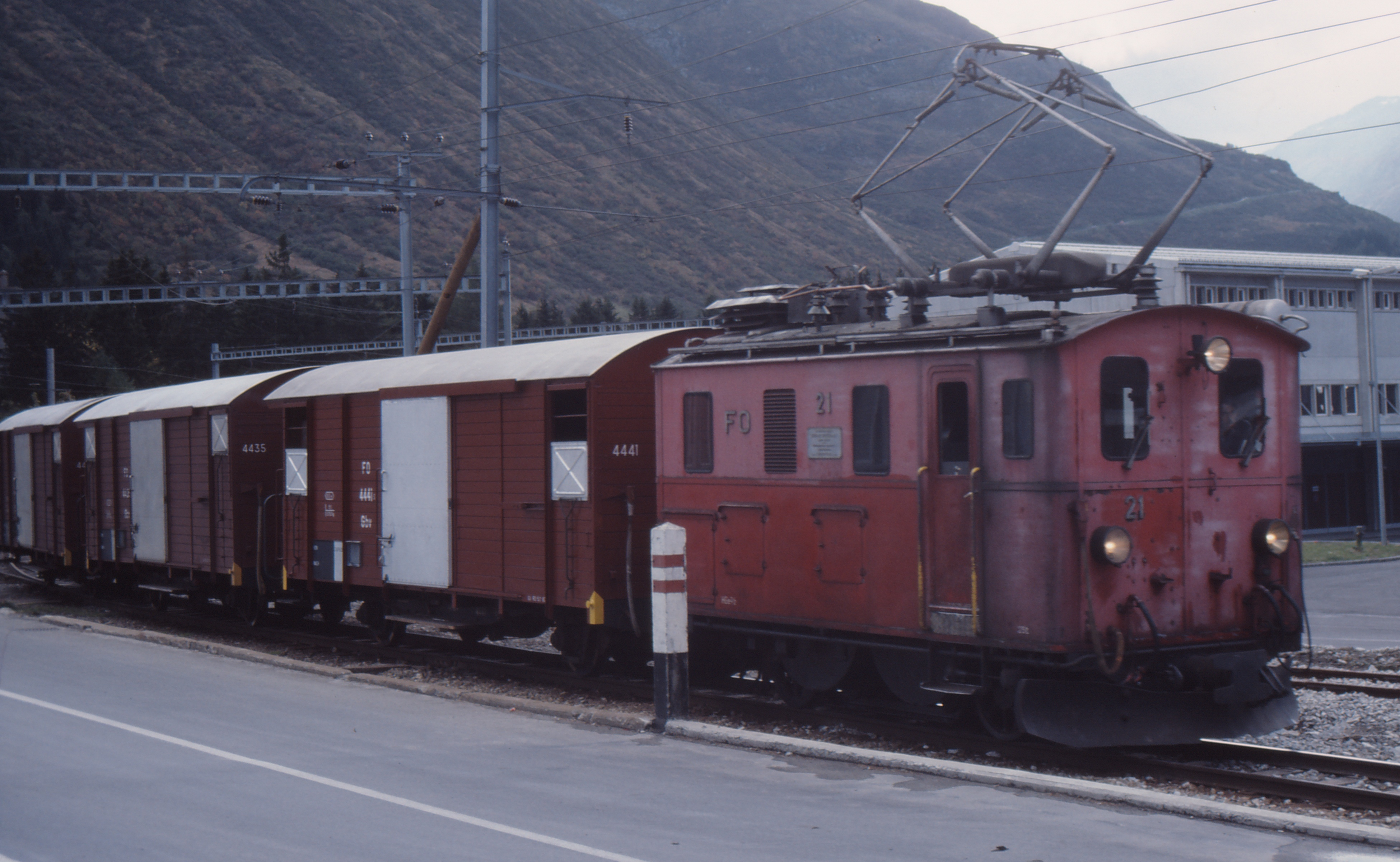
Güterzug der Schöllenenbahn in Andermatt, 1983

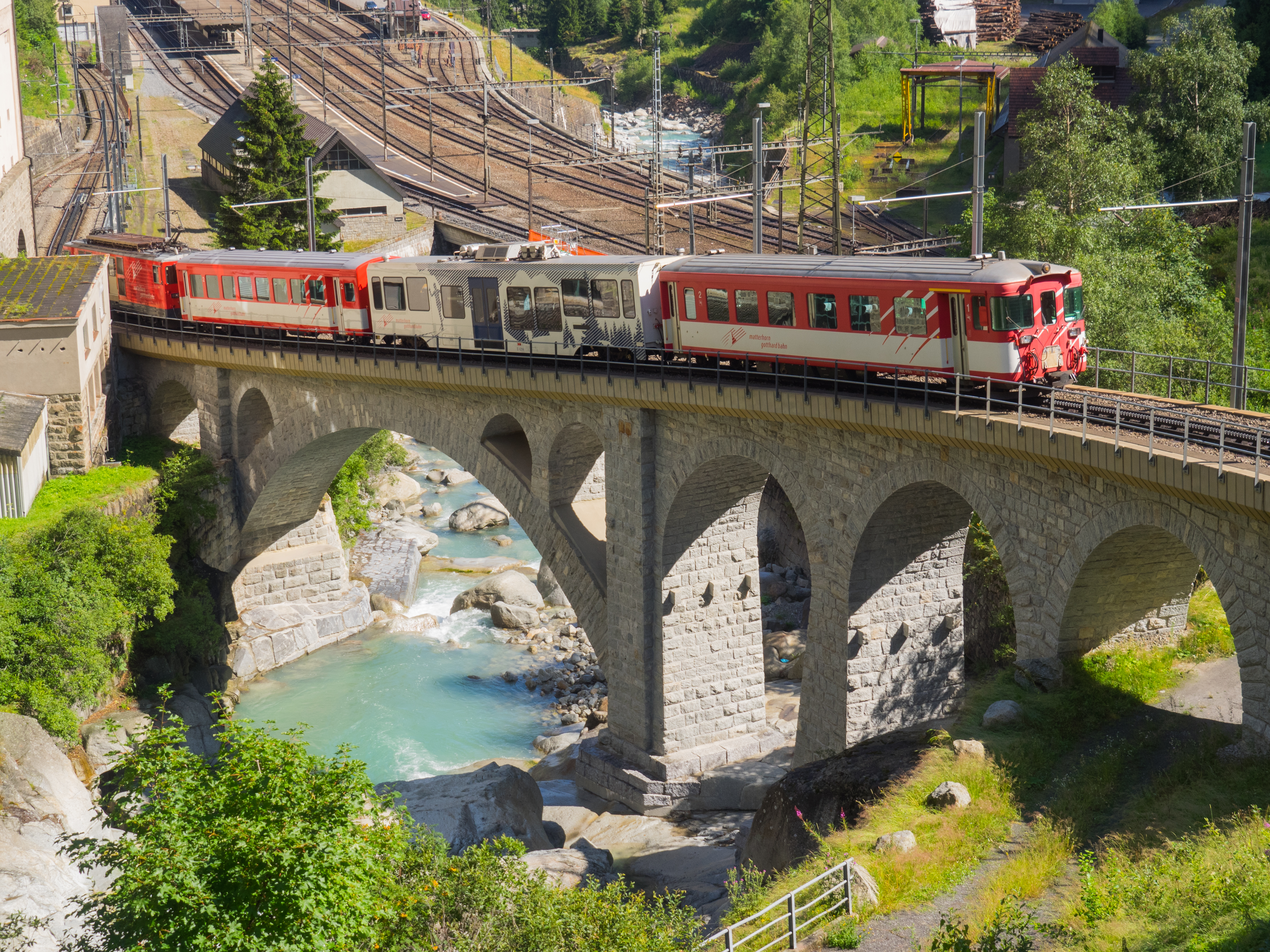
Zug auf der Brücke über die Reuss oberhalb des Bahnhofs Göschenen

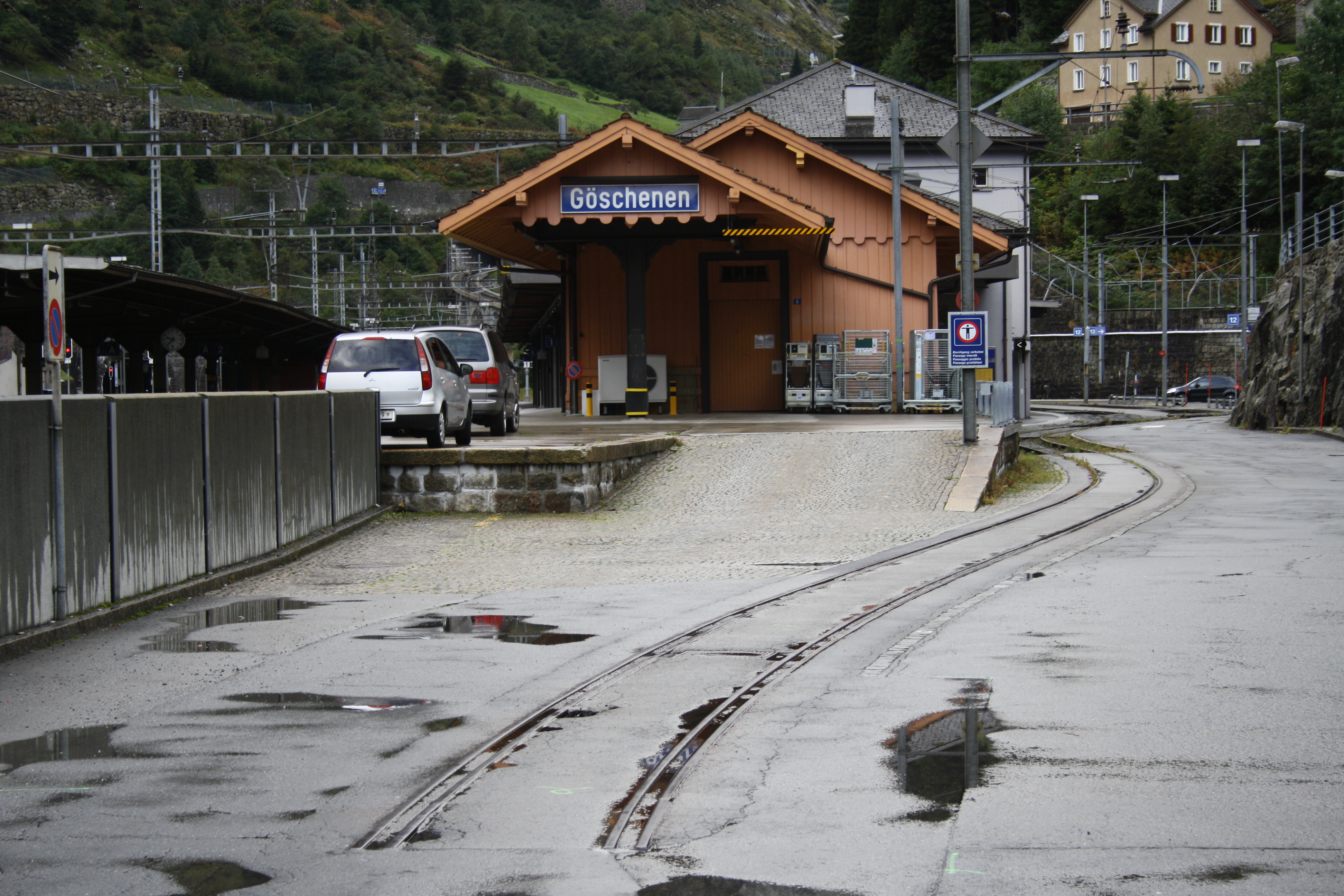
Bahnhof Göschenen – links der Normalspur-, rechts der Meterspurteil

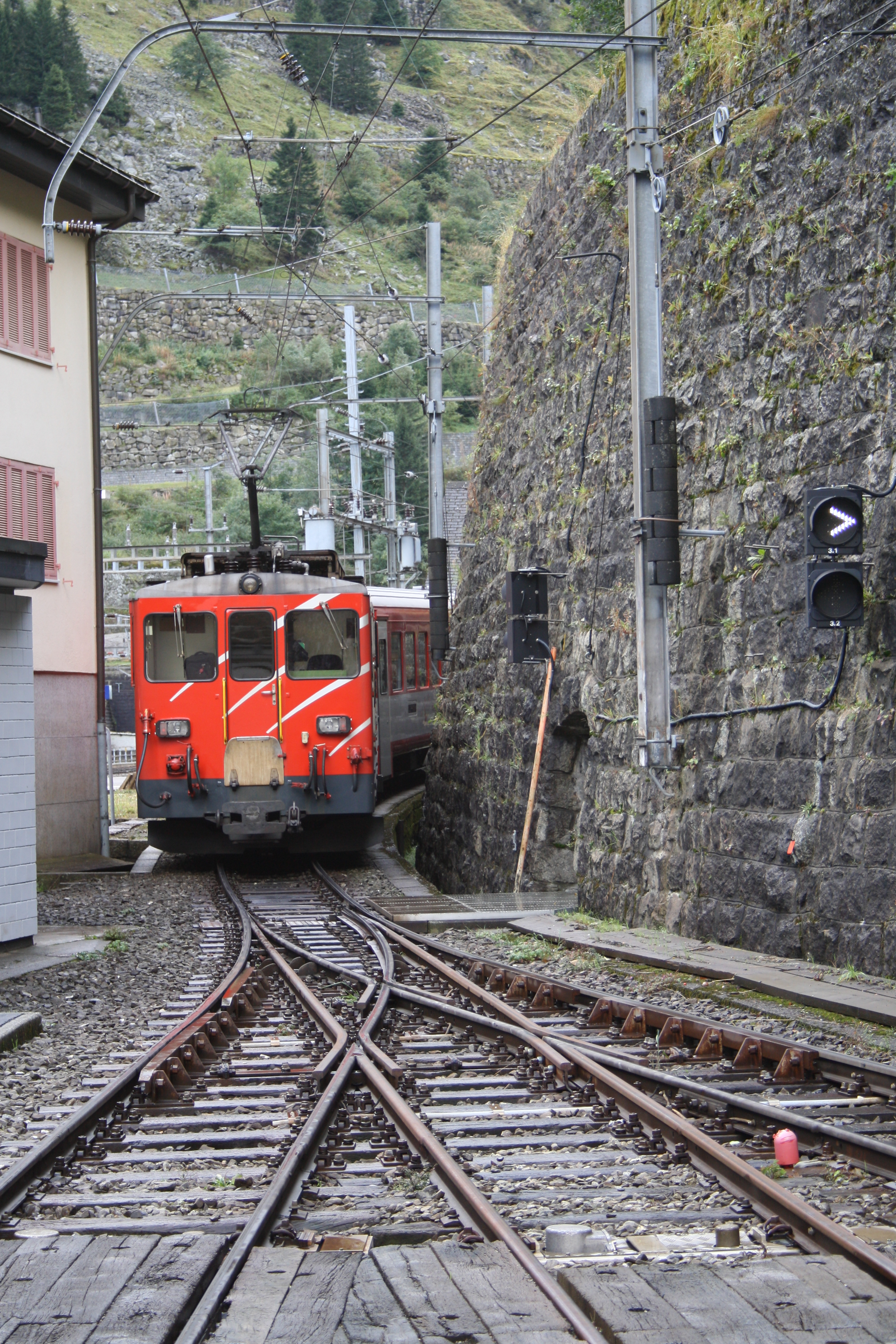
Zug bei der Ausfahrt aus dem Bahnhof Göschenen, geschoben vom Gepäcktriebwagen Deh 4/4 95, im Vordergrund die einzige symmetrische Doppelweiche der Schweiz

Seit dem 12. Jahrhundert war der Gotthardpass die wichtigste Nord-Süd-Verbindung zwischen Basel und Mailand. Ein wichtiger Zwischenstopp war die Gemeinde Andermatt in der Korporation Ursern, welche seit 1410 Teil des Kantons Uri war. Mit der Inbetriebnahme des Gotthardtunnels am 22. Mai 1882 verlor der Gotthardpass und damit das Urserental mit seinem Hauptort Andermatt schlagartig seine verkehrspolitische Bedeutung. Das Tal drohte von der Aussenwelt abgeschnitten zu werden, da der Unterhalt der Strasse durch die Schöllenen-Schlucht sehr aufwändig und kostspielig war. Anderseits bot der Bahnhof in Göschenen vor dem Bahntunnel ungeahnte Möglichkeiten. Die Zentralschweiz konnte durch die neue Eisenbahnlinie einfach von Touristen erreicht werden. In Andermatt wurden grössere Hotels gebaut. Was fehlte, war eine zuverlässige Verbindung durch das Schöllenen. 1890 schlug der Berner Ingenieur Grussy das Projekt einer Schmalspur-Zahnradbahn durch die Schöllenenschlucht vor. Das Projekt scheiterte an den enormen Kosten. Erst 1903 reichten Richard Zschokke und die Unternehmen Gribi & Hasler in Burgdorf und Rothacker in St. Imier ein Gesuch beim Schweizer Bund ein, welches von der Bundesversammlung am 17. Juni 1904 genehmigt wurde. Doch gegen den Bau der Eisenbahn regte sich Widerstand. Naturschützer hatten Bedenken und Fuhrunternehmer und Pferdekutscher leisteten anhaltenden Widerstand. Erst am 24. Juni 1912 konnte eine neue Gesellschaft gegründet werden. Die Finanzierung gestaltete sich sehr schwierig und konnte erst durch eine Beteiligung des Schweizer Militärs gesichert werden. Auch die Planung gestaltete sich sehr schwierig und konnte erst unter Beteiligung des Lokomotiven- und Versorgungs-Herstellers Brown-Boveri in Baden gelöst werden. Die Strecke wurde von Anfang an elektrifiziert mit 1200 Volt Gleichstrom geplant. Geplant waren drei Tunnel und drei Brücken und eine lange Galerie für den Schutz vor Schneelawinen.
Mit dem Bau wurde am 23. Mai 1913 begonnen. Als Zahnstangensystem wurde das System Abt gewählt. Dieses wurde auch gewählt, um eine problemlose Zusammenarbeit mit der geplanten Furka-Bahn in Andermatt zu ermöglichen. Schlechtes Wetter und Arbeitskräftemangel verzögerten den Baufortschritt. 1914 wäre das Projekt nach dem Ausbruch des Ersten Weltkrieges beinahe eingestellt worden. Standen im Juli 1914 noch 600 Arbeiter zur Verfügung, waren es nach Ausbruch des Krieges nur noch 50. Erst 1915–1916 ging der Bau dann zügig voran, da das Militär eine strategische Bedeutung für das Projekt attestierte. Am 4. September 1916 fanden erste Probefahrten statt. Am 11. Juli 1917 konnte die Eisenbahnlinie eingeweiht werden. Am 12. Juli fuhr der erste fahrplanmässige Zug. Ursprünglich war vom Bund nur ein Sommerverkehr vorgesehen und subventioniert. Grössere Einweihungsfeierlichkeiten unterblieben kriegsbedingt. Die Kosten für den Bau waren erheblich überzogen worden. Auch ging eine finanzierende Bank in Uri in Konkurs. Nach dem Ende des Ersten Weltkrieges blieben die Militärtransporte zur Versorgung der Militärstützpunkte in Andermatt und am Gotthardpass weitgehend aus. Die Bahngesellschaft befand sich in einer grossen finanziellen Krise. Der Herbst 1919 brachte einen frühen Wintereinbruch und der Betrieb konnte nur unter hohen Kosten fortgeführt werden. Am 25. Dezember 1919 musste der Betrieb komplett eingestellt werden. Es war kein Geld mehr vorhanden. Der Winterbetrieb wurde eingestellt, weil der Bund Subventionen für den Winterbetrieb ablehnte. Die Schweizer Post ermöglichte ein Überleben des Bahnbetriebs im Winter, indem sie Post, Material und Personentransport selber übernahm und fakturierte. Quasi mietete sie die Bahn. Am 5. Oktober 1923 genehmigte die Bundesversammlung eine Konzessions-Änderung. Der Betrieb durfte nun während des ganzen Jahres durchgeführt werden. Subventionen für das ganze Jahr wurden zugesagt. 1926 konnte der Betrieb das erste Mal ganzjährig ohne Unterbrechungen angeboten werden. Seit 1925 besteht ein Anschluss zur fertiggestellten Furka-Oberalp-Bahn. Am 17. Oktober 1941 wurde der Betrieb auf Wechselstrom umgestellt, um mit der Furka-Bahn kompatibel zu sein. Die Antriebe der Lokomotiven wurden ausgetauscht. Der Betrieb wird seitdem mit 11 kV 16,7 Hz ~ durchgeführt. Damit war die Technik mit der Rhätischen Bahn und der Furka-Oberalp-Bahn kompatibel.
Trotz des ganzjährigen Betriebes konnte die Bahn nie grosse Gewinne erwirtschaften und stand mehrmals vor dem Aus. Als 1956 die Schöllenenstrasse ausgebaut wurde und der Individualverkehr immer mehr zunahm, rutschte die Schöllenenbahn AG endgültig in die roten Zahlen. Am 31. Dezember 1960 erfolgte die Fusion der Schöllenenbahn AG mit der Furka-Oberalp-Bahn. Die Schöllenenbahn AG wurde am 19. April 1962 aus dem Handelsregister gestrichen.

## Zwischenfälle
Im August 1987 zerstörte ein heftiges Unwetter Lawinengalerien und unterspülte die Gleise. Teile der Strecke wurden mit Schutt und Schlamm bedeckt, der Betrieb musste vorübergehend eingestellt und die gesamte Strecke umfangreich saniert werden. Dies gelang nur mit Finanzmitteln des Bundes. Die Schutzgalerien wurden grosszügig ausgebaut. Seit 2014 wird die Strecke kontinuierlich saniert und zusätzliche Lawinenschutzbauten errichtet. 
Am 1. September 2016 ereignete sich ein Unfall, bei dem sich eine abgestellte Rangierlokomotive mit vier Personenwagen aufgrund fehlerhafter Bremsen in Bewegung setzte und unkontrolliert die Steilstrecke hinunterrollte. Nach ca. 1500 Metern entgleiste der unbesetzte Zug, wobei an den Fahrzeugen teils schwerer Sachschaden entstand.

## Fahrzeuge

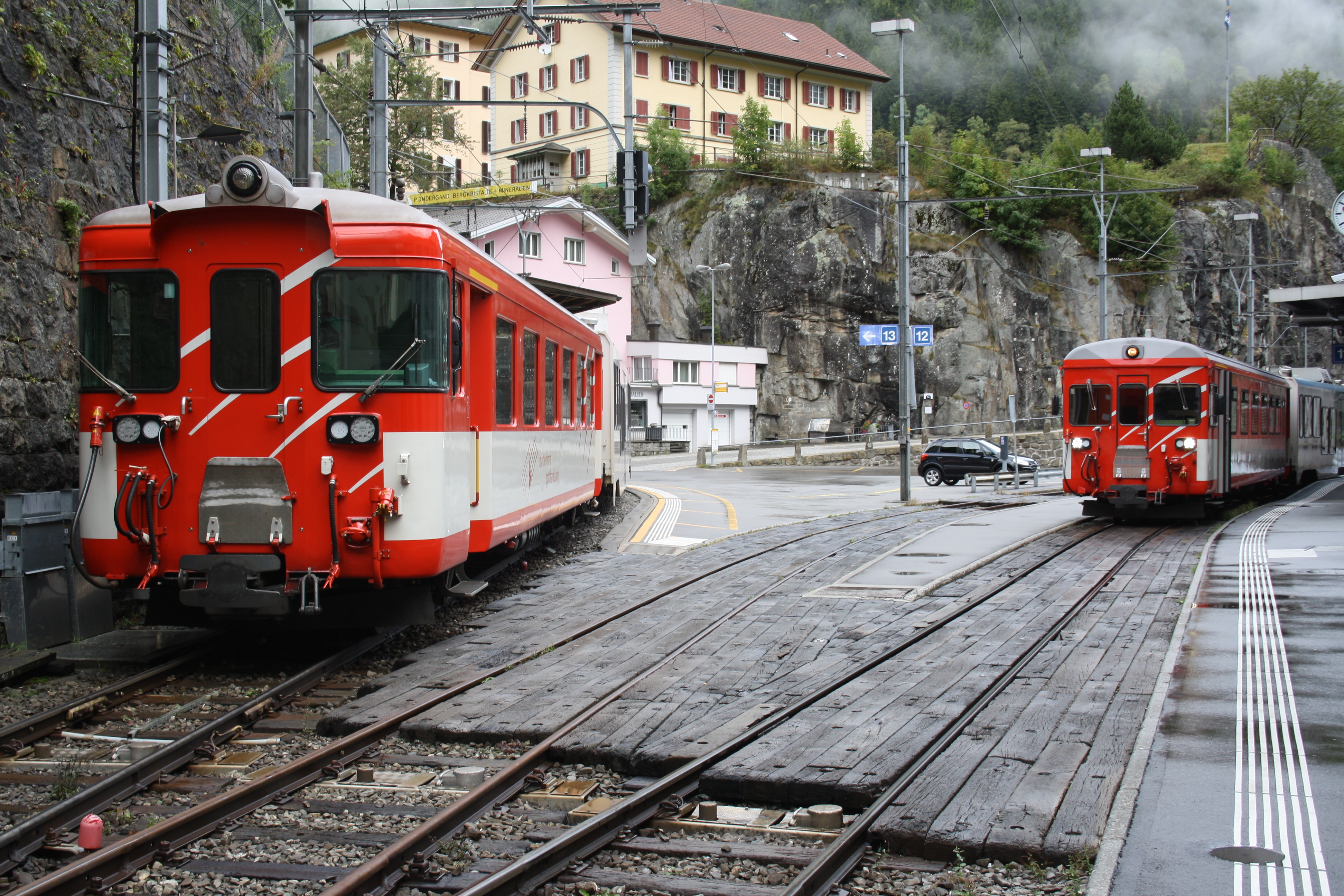
Steuerwagen der Matterhorn-Gotthard-Bahn im Bahnhof Göschenen

Auf der Schöllenenbahn wurden zweiachsige Elektrolokomotiven für kombinierten Adhäsions- und Zahnradbetrieb von SLM und BBC eingesetzt. Die vier eingesetzten Lokomotiven hatten die Bezeichnung SchB HGe 2/2. Ursprünglich wurden sie mit 1200 Volt Gleichstrom betrieben. 1941 wurden ihr Antrieb auf 11'000 Volt Wechselstrom umgebaut. Die letzte dieser vier Lokomotiven wurde 1985 verschrottet. Vor der Umrüstung waren die Lokomotiven im Zahnradbetrieb nur neun Kilometer pro Stunde schnell, nach der Umrüstung konnten sie 20 Kilometer pro Stunde schnell fahren. Der Anstrich der Fahrzeuge war oben crème, unten blaugrau. Nach der Fusion wurden sie dunkelrot lackiert. 1941, nach der Elektrifizierung der Furka-Oberalp-Bahn und dem Wechsel des elektrischen Betriebs auf Wechselstrom, kamen auch Lokomotiven und Wagen dieser Bahn zum Einsatz. Lokomotiven und Wagen wurden gemeinsam beschafft. Zum Einsatz kamen BCFhe 2/4 der Schweizerischen Lokomotiv- und Maschinenfabrik mit einem Antrieb der BBC. Ab 1993 wurden diese ausrangiert.
Heute (2020) wird die Strecke primär von Pendelzügen mit einem Gepäcktriebwagen FO Deh 4/4 I, zwei Zwischenwagen (davon einer niederflurig) und einem Steuerwagen befahren. Das Triebfahrzeug befindet sich dabei immer auf der Talseite.

## Betrieb
Die MGB betreibt auf der Strecke einen Pendelverkehr im 20/40-Minuten-Hinketakt. Dieser ist abgestimmt auf die Bahnanschlüsse in Göschenen nach Norden und Süden sowie die Busse der Auto AG Uri nach Flüelen.